# کلرید تانتال (V)
کلرید تانتال (V) (به انگلیسی: Tantalum(V) chloride) با فرمول شیمیایی TaCl۵ یک ترکیب شیمیایی است. که جرم مولی آن ۳۵۸٫۲۱ g/mol می‌باشد. 